# Пиль-Егор
Пиль-Егор (коми Пиль Ёгор) — деревня в Ижемском районе Республики Коми России. Входит в состав сельского поселения Няшабож.

## Этимология
Топоним восходит к личному имени, которое с языка коми переводится как «Егор Филиппович».

## История
Пиль-Егор был основан в 1804 году. По данным на 1859 год в деревне Пилигорской (Невжи) числились 12 дворов и 96 жителей (49 мужчин и 47 женщин); в 1905 году — 30 дворов и 235 человек (108 мужчин и 127 женщин).
По состоянию на 1920 год, в Пильегорской имелось 55 дворов и проживало 269 человек (104 мужчины и 165 женщин). В административном отношении деревня входила в состав Щельяюрской волости Ижмо-Печорского уезда.

## География
Деревня находится в северо-западной части Республики Коми, в пределах Печорской низменности, на правом берегу реки Печоры, на расстоянии примерно 46 километров (по прямой) к северо-западу от села Ижмы, административного центра района. Абсолютная высота — 36 метров над уровнем моря.
Климат
Климат характеризуется как умеренно континентальный, с продолжительной морозной многоснежной зимой и коротким прохладным летом. Средняя температура воздуха самого тёплого месяца (июля) составляет 14,6 °C; самого холодного (января) — −17,4 °C. Среднегодовое количество атмосферных осадков составляет 527 мм.
Часовой пояс
Пиль-Егор, как и вся Республика Коми, находится в часовой зоне МСК (московское время). Смещение применяемого времени относительно UTC составляет +3:00.

## Население
| 2010 |
| ---- |
| 96   |

Гендерный состав
По данным Всероссийской переписи населения 2010 года в гендерной структуре населения мужчины составляли 50 %, женщины — соответственно также 50 %.
Национальный состав
Согласно результатам переписи 2002 года, в национальной структуре населения коми составляли 73 % из 140 чел.; коми — 34 %.